# Акінеєво
Акіне́єво (рос. Акинеево, башк. Әкәнәй) — присілок у складі Калтасинського району Башкортостану, Росія. Входить до складу Калегінської сільської ради.
Населення — 68 осіб (2010; 80 у 2002).
Національний склад:
- росіяни — 50 %
- марійці — 39 %